# Naglady
Naglady (niem. Nagladden) – wieś w Polsce na Warmii, położona w województwie warmińsko-mazurskim, w powiecie olsztyńskim, w gminie Gietrzwałd.
W latach 1975–1998 miejscowość należała administracyjnie do województwa olsztyńskiego.
W miejscowości działają m.in. Ochotnicza Straż Pożarna, sklep i kilka firm.

## Nazwa i historia
Nazwa miejscowości jest nazwą osobową – zapisy z 1331 r. informują, że właścicielem miejscowości został Naglande. W 1383 r. miejscowość występuje pod nazwą Nagladen, a w 1564 r. pod nazwą Naglauden. Spolszczona nazwa Naglady powstała przez zastąpienie końcówki -en, pojętej jako liczby mnogiej, końcówką -y. Nazwa taka pojawia się w 1879 r. u Kętrzyńskiego, a także w Słowniku Geograficznym z 1885 roku.
W 1911 na 56 dzieci we wsi, 46 mówiło po polsku.
1 lipca 1947 r. nadano miejscowości polską nazwę Naglady.

## Położenie
Naglady położone  są przy drodze krajowej nr 16 (dawnej niemieckiej Reichsstraße 127), około 3,5 km od Gietrzwałdu i 14 km do Olsztyna.

## Demografia
- 12.03.1861: W spisie, wieś ma 35 budynków mieszkalnych i 257 mieszkańców katolickich.
- 12.01.1905: liczy 49 domów zamieszkałych 348 katolickich mieszkańców w spisie.
- 31.12.1910: 331 mieszkańców[7]
- 31.12.2014: 286 mieszkańców[8][9].

## Deskal w Nagladach

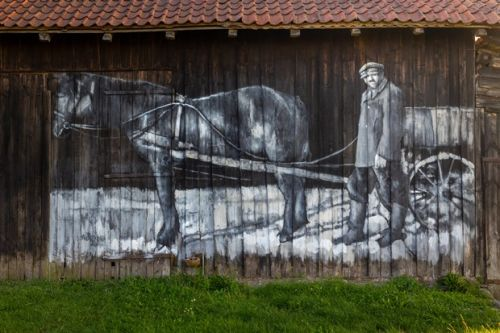
Deskal przedstawiający Józefa Białojana

W 2022 r. na drewnianych ścianach i wrotach Arkadiusz Andrejkow na podstawie dawnych zdjęć mieszkańców namalował kilka obrazów zwanych deskalami. Bohaterem jednej z prac jest Józef Białojan urodzony w Nagladach w 1899 r. Polak, który ze swoją żoną komunikował się po niemiecku. Wraz ze swoimi siostrami został zesłany na Syberię, z której z wielką determinacją wracał do kraju. Ciężko pracował na roli, był również sołtysem Naglad oraz radnym powiatowym.